# Fall (singel)
Fall (ang. Upadek) – utwór z debiutanckiej płyty Natalii Lesz zatytułowanej „Natalia Lesz”. Utwór został nagrany w Rocket Carousel Studio w Los Angeles, a wyprodukowany przez Grega Wellsa.

## Singel promocyjny
- Singel wydany wyłącznie do polskich radiostacji.

1. Fall (Radio Edit) 4:40

## Pozycja na listach
| Listy Przebojów (2008) | Pozycje |
| ---------------------- | ------- |
| RMF FM                 | 1       |
| VH1                    | 1       |
| Radio Zet              | 3       |
| Viva                   | 8       |